# Ruellia foliosepala
Ruellia foliosepala är en akantusväxtart som beskrevs av T.F.Daniel. Ruellia foliosepala ingår i släktet Ruellia och familjen akantusväxter. Inga underarter finns listade i Catalogue of Life.